# Régis Reymond
Pour les articles homonymes, voir Reymond.
 (décembre 2013).
Régis Reymond est un biathlète français né le 21 février 1954 à L'Argentière-la-Bessée dans les Hautes-Alpes.
Il a été membre de l'équipe de France de biathlon de 1972 à 1977. 
En 1975 à Megève, il devient champion de France junior.
La même année, il devient champion de France militaire à L'Alpe d'Huez.
C'est en 1976 à Chamrousse qu'il devient champion de France.
Cela lui ouvre les portes des championnats du monde à Rasun Anterselva (Italie).
À la suite de problèmes aux vertèbres lombaires, il met un terme à sa carrière sportive en 1977.
Il se reconvertit en ouvrant un magasin de sports à Serre Chevalier, d'abord spécialisé en ski de fond.
En 1989, il en ouvre un second puis un autre en 1991.
Aujourd'hui, Régis Reymond est à la tête de quatre magasins de sports à Serre-Chevalier.

## Galerie

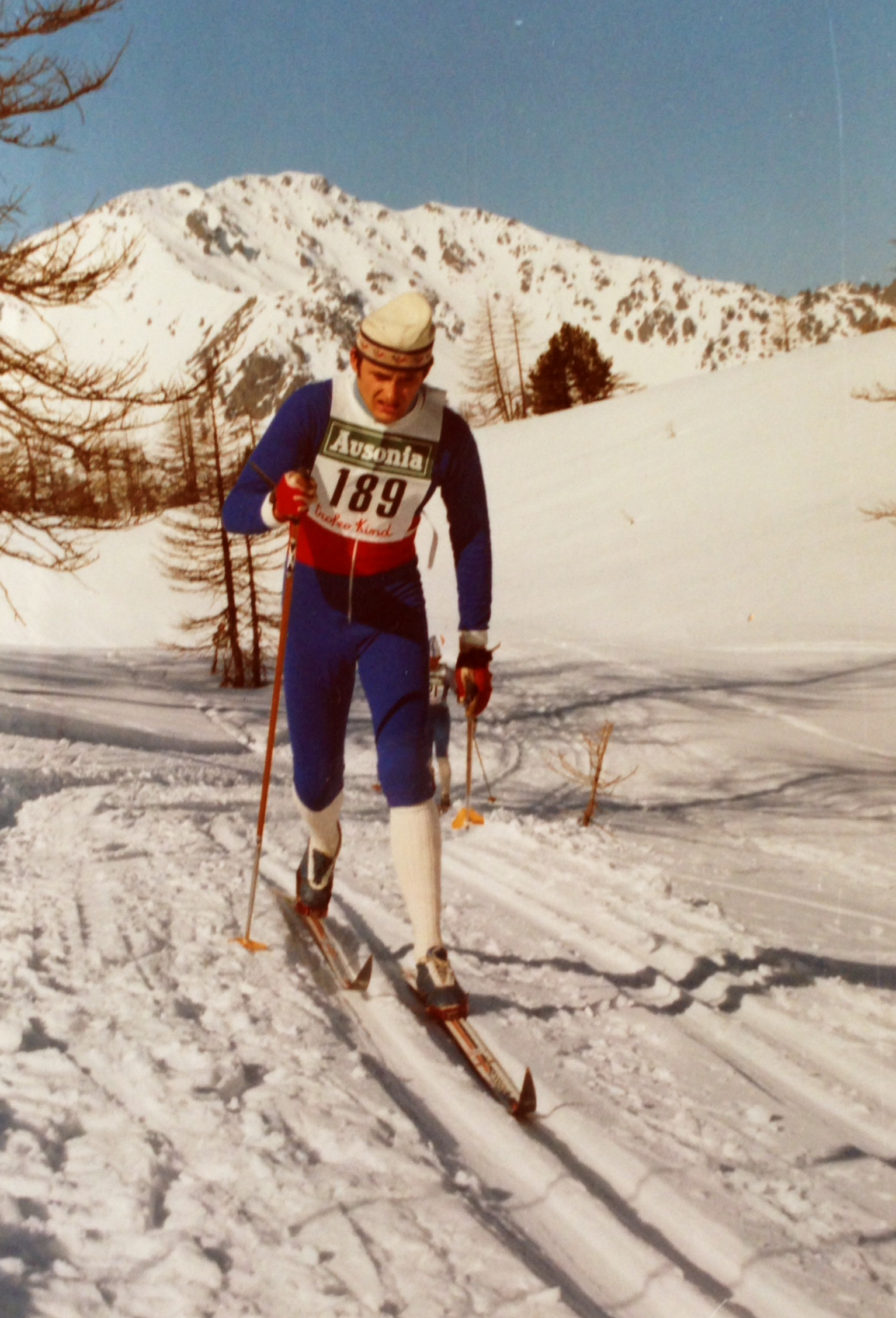
Régis Reymond
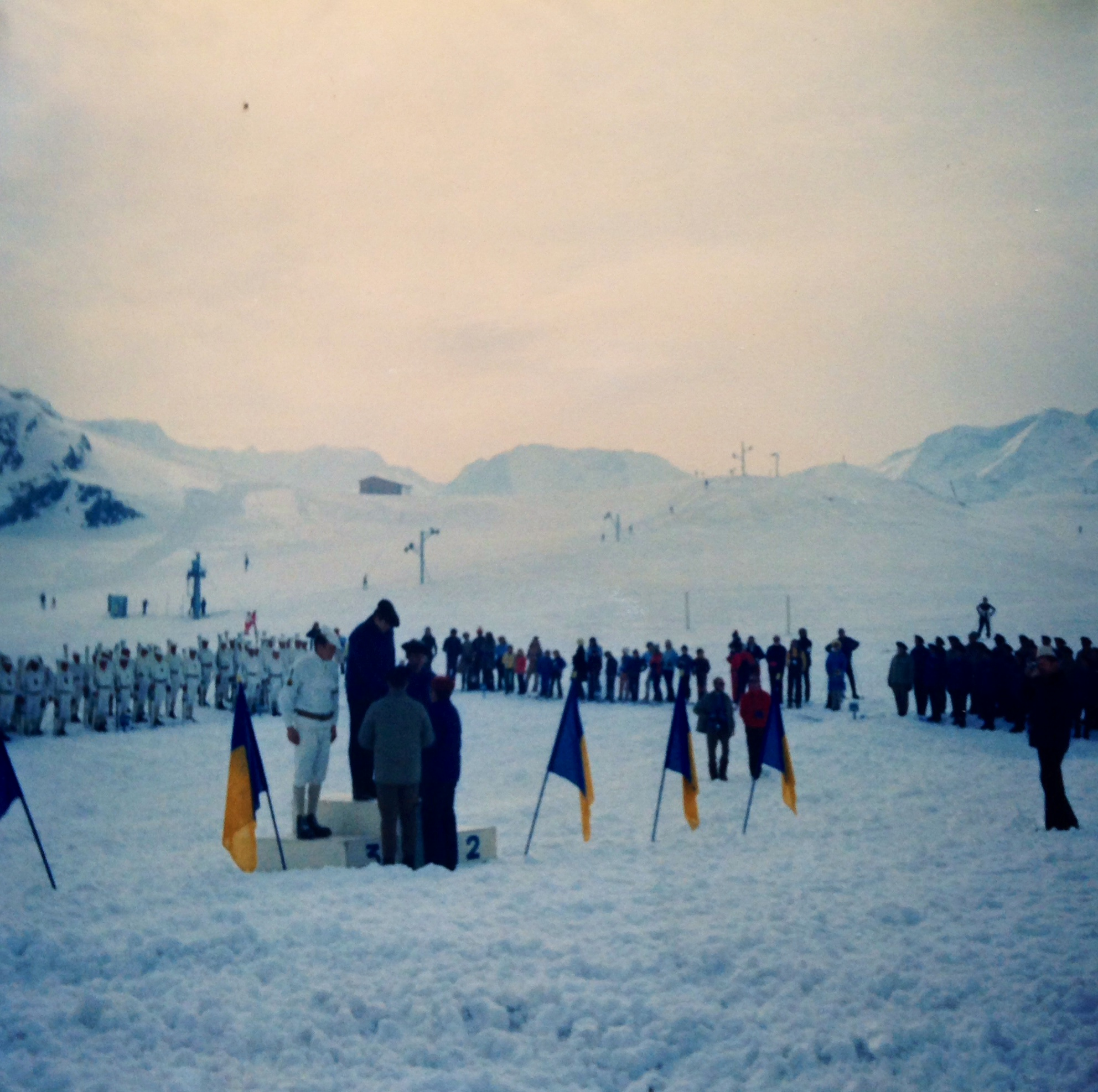
Regis Reymond
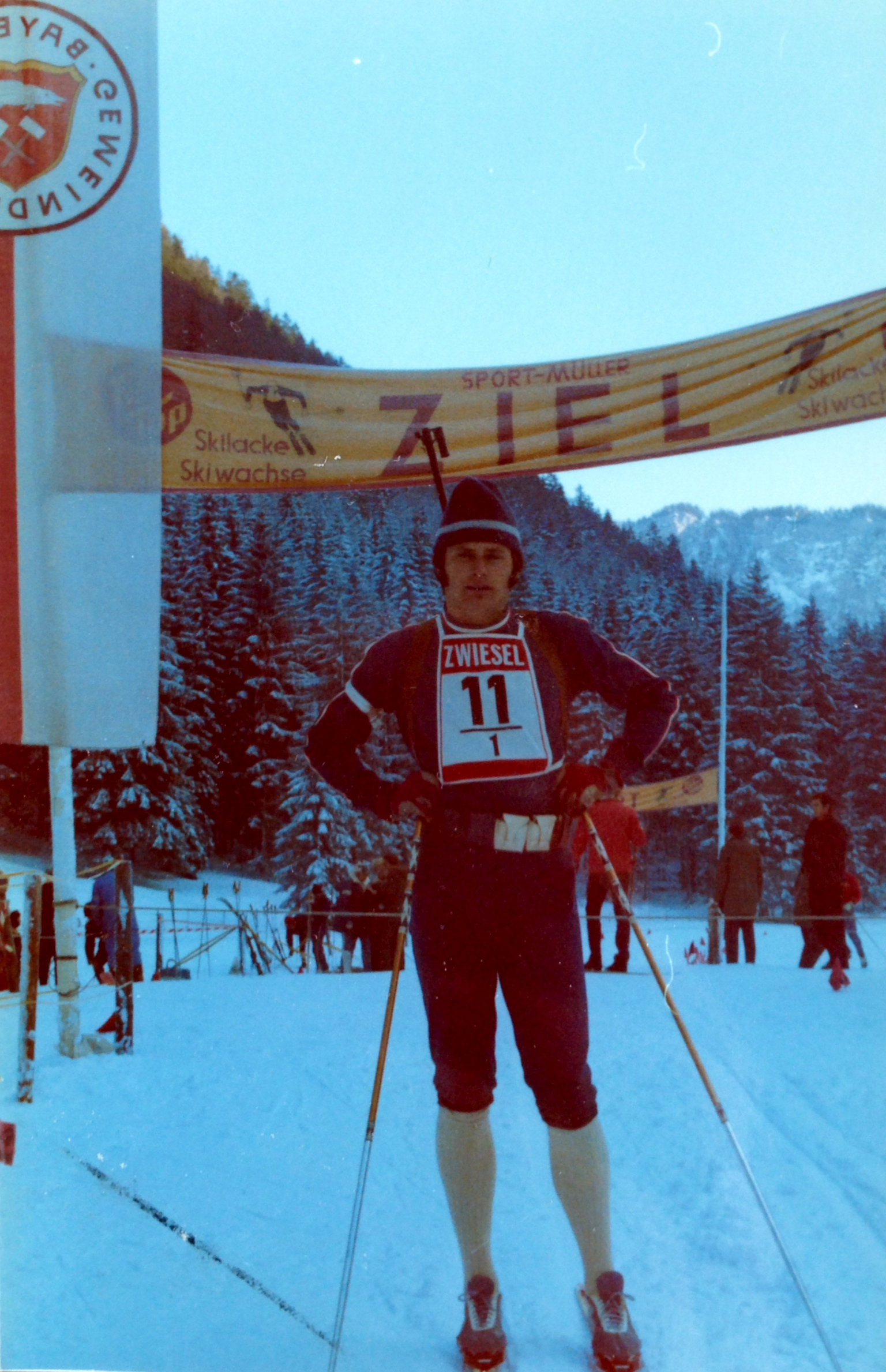
Regis Reymond à Rupholding
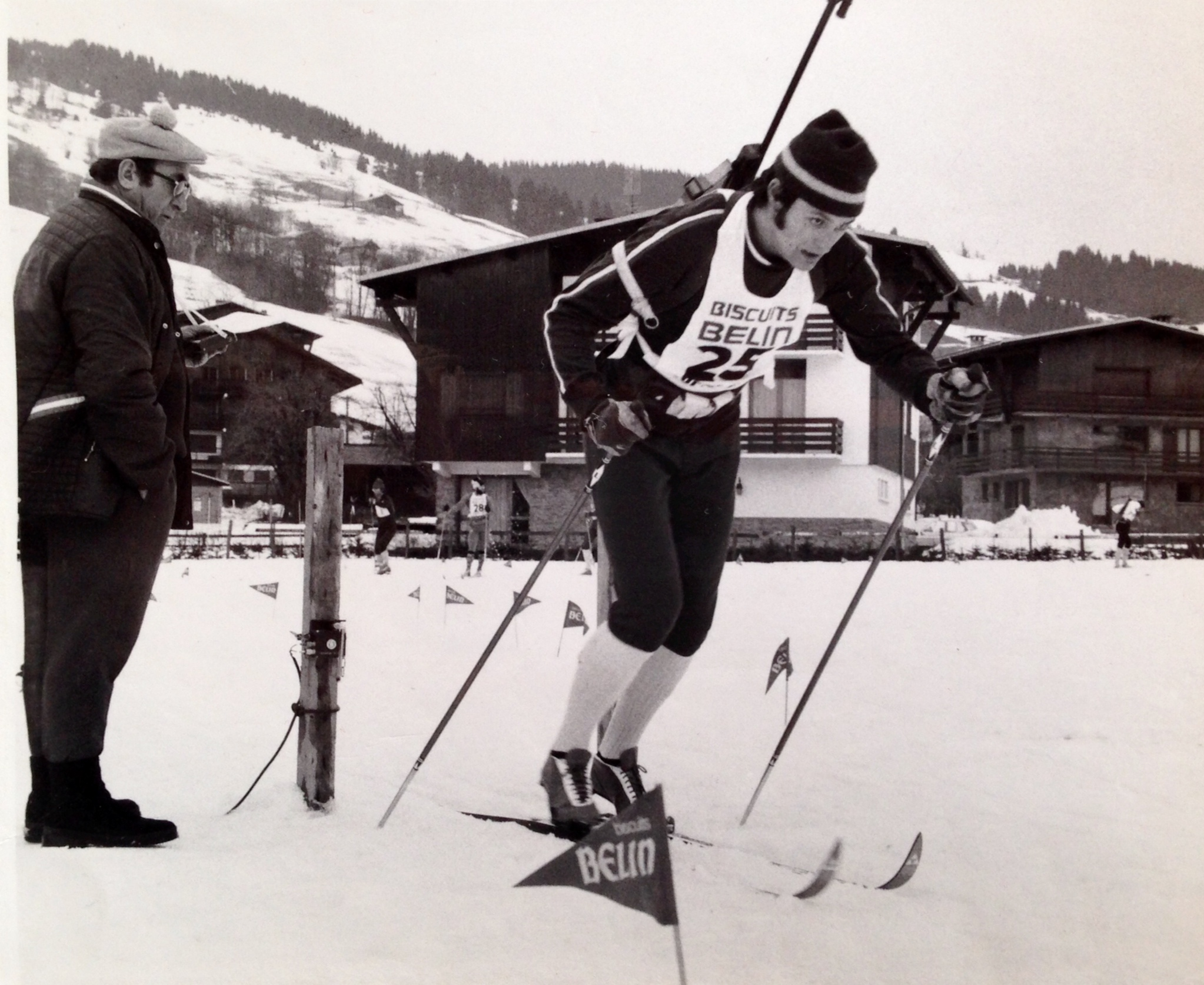
Regis Reymond au championnat de France